# 弓湖 (华盛顿州西塔科)
弓湖（英語：Bow Lake）是位于美国华盛顿州西塔科市的小湖，该湖毗邻西雅图-塔科马国际机场并横跨99号州道。该湖在机场的发展历程中起到了重要作用，而机场最初也因此得名。不过由于周边地区的快速城市化和湖泊流域的改变，该湖水质已经显着恶化。但尽管如此，依然有一条抽水管道抽取湖水以用于饮用水供应。

## 地理
弓湖是位于该地区的若干个个小湖泊之一，其他湖泊包括布里恩湖和安格尔湖。这些湖泊是在上一个冰期由冰川退缩形成的，并由泉水作为水源。美洲原住民利用这些湖泊捕鱼以及狩猎水禽。
在机场建成之前，弓湖周围地区主要是农村，不过现在已高度城市化，建有机场酒店和退休社区。

## 西雅图-塔科马国际机场
西雅图-塔科马国际机场建于20世纪40年代初期，是为了应对珍珠港事件后美国所卷入的第二次世界大战。该机场最初的选址在萨马米什湖附近，然而那附近的喀斯喀特山脉带来了安全隐患。当时弓湖一带是开发地区，只有一个小型私人机场。尽管有警告称这一地区经常出现大雾，但塔科马和皮尔斯县的金钱激励最终促成了这一决定，其中包括由塔科马市所提供的100,000美元捐款。

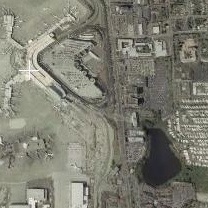
弓湖和西雅图-塔科马国际机场的鸟瞰图

## 污染问题
1997年，金县、西雅图港、西塔科市和得梅因市对得梅因溪及其流域（其中包括弓湖）进行了广泛的研究。经研究发现，弓湖的水质非常差，以至于污染了下游的得梅因溪。该湖泊营养物质浓度很高，导致有毒藻类大量繁殖，水溶氧量显着下降，继而损害了水生态系统。此外，该湖泊粪便大肠菌群水平较高。机场附近的开发建设导致其存在大片的不透水区域，使水直接流入湖泊，进一步损害了水质。
目前，人们从湖中发现了驼背太阳鱼和大口黑鲈。

## 弓湖管道
在20世纪50年代之前，共有3条管道将饮用水从锡达河流域和杨斯湖输送到西雅图。第四条管道被称为锡达河四号管道或弓湖管道，旨在从杨斯湖直接向机场附近地区供水。此前水是直接从西西雅图抽入水库（不是弓湖本身），从而这给那里的供水系统带来了压力。新管道于1954年投入使用，以为机场地区和西西雅图提供水源。

## 弓湖回收转运站
金县最大的回收转运站就位于弓湖附近，毗邻5号州际公路。该站对运入的可回收废品进行分类进行再处理，并将废弃物送往锡达山地区垃圾填埋场。